# Закон за изповеданията
Законът за изповеданията е отменен закон в България, приет от VI велико народно събрание на 24 февруари 1949 година и обнародван на 1 март.
Това е първият специален закон, уреждащ дейността на религиозните общности в страната. Макар да повтаря декларациите на новата Конституция за свобода на вероизповеданията и разделяне на църквата и държавата, на практика той поставя религиозните общности под контрола на властите като елемент на утвърждаващия се тоталитарен режим на Българската комунистическа партия.
Проектът на закона е подготвен от специална комисия, работила през втората половина на 1948 година. За негова основа са използвани съответните закони в Съветския съюз, Румъния, Полша и Югославия, а в уточненията на текстовете участва и съветският функционер генерал Георги Карпов. Възраженията на Българската православна църква за грубата намеса в нейната работа не са взети под внимание.
Законът за изповеданията налага редица ограничения в работата на религиозните общности – дейността им се разрешава и може да бъде забранена от външния министър, той може да отстранява по своя преценка свещенослужители, да контролира работата на религиозните училища и да цензурира вътрешните документи на изповеданията, финансирането им е изцяло зависимо от държавата, силно ограничени са международните им контакти. Освен това им е забранено да работят с деца и младежи и да откриват социални заведения, като съществуващите са национализирани.
През 1992 година, след приемането на новата Конституция, Конституционният съд отменя 7 от тридесет и двата члена на Закона за изповеданията като противоконституционни. Останалата част от закона остава в сила до 1 януари 2003 година, когато влиза в сила нов Закон за вероизповеданията.